# Homalothecium
Genre
Homalothecium est un genre de mousses de la famille des Brachytheciaceae, répandue dans l'Holarctique.

## Description
Les plantes prostrées à ascendantes sont moyennes à fortes, vertes, jaunâtres ou brun-vert et forment souvent des pelouses plus grandes. En coupe transversale, les tiges ont un brin central, sont ramifiées de manière irrégulière à assez régulière avec des branches pennées et, comme les branches droites ou courbes, sont généralement densément feuillues. Les feuilles adjacentes aux feuilles dressées sont lancéolées ou étroitement triangulaires (la plus large juste au-dessus de la base de la feuille), pointues et fortement pliées longitudinalement. Les bords des feuilles sont entiers à dentelés, chez certaines espèces au niveau des ailes des feuilles avec des dents fortement recourbées vers l'arrière. La forte nervure de la feuille s'étend au moins jusqu'au milieu de la feuille ou même jusqu'à l'extrémité de la feuille. Les cellules du limbe sont linéaires, les cellules de la base des feuilles sont courtes, petites et à parois épaisses ; les cellules alaires des feuilles, approximativement carrées et arrondies, sont plus ou moins bien délimitées des cellules voisines.
Le genre est dioïque. La soie droite est rugueuse ou lisse, la capsule est dressée à horizontale et ovoïde à courte-cylindrique, la coiffe de la capsule est conique à bec.

## Espèces
Les espèces suivantes sont reconnues :
- Homalothecium aequatoriense Thériot, 1936
- Homalothecium afrostriatum (Müll.Hal.) Ochyra
- Homalothecium aplocladum (Mitt.) A.Jaeger
- Homalothecium appressifolium (R.S.Williams) Broth.
- Homalothecium arenarium E.Lawton, 1965
- Homalothecium aureum H.Robinson, 1962
- Homalothecium californicum Hedenäs, Huttunen, Shevock & D.H.Norris
- Homalothecium congestum (Sw. ex Hedw.) A.Jaeger
- Homalothecium decorum (Mitt.) A.Jaeger
- Homalothecium euchloron (Bruch ex Müll.Hal.) R.S.Chopra
- Homalothecium fulgescens (Mitt. ex Müll.Hal.) A.Jaeger
- Homalothecium gracillimum Dixon & Potier de la Varde, 1930
- Homalothecium incompletum Jaeger, 1880
- Homalothecium integerrimum Dixon, 1930
- Homalothecium laevisetum Sande Lacoste, 1866
- Homalothecium leucodonticaule (Müll.Hal.) Broth.
- Homalothecium longicuspis Broth.
- Homalothecium luteolum Jaeger, 1878
- Homalothecium lutescens H.Robinson, 1962
- Homalothecium mandonii (Mitt.) Geh.
- Homalothecium meridionale (M.Fleisch. & Warnst.) Hedenäs
- Homalothecium neckeroides Paris, 1896
- Homalothecium nevadense Renauld & Cardot, 1888
- Homalothecium nuttallii Jaeger, 1878
- Homalothecium philippeanum W.P.Schimper, 1851
- Homalothecium pseudosericeum (Müll.Hal.) A.Jaeger
- Homalothecium sericeum (Hedw.) Schimp., 1851
- Homalothecium subcapillatum (Hedw.) Sull.
- Homalothecium tenerrimum (Müll.Hal.) A.Jaeger